# Жанаталап (Жанабазарский сельский округ)
Жанаталап (каз. Жаңаталап) — село в Казыгуртском районе Туркестанской области Казахстана. Входит в состав Жанабазарского сельского округа. Код КАТО — 514035400.

## Население
В 1999 году население села составляло 1083 человека (556 мужчин и 527 женщин). По данным переписи 2009 года, в селе проживало 1315 человек (667 мужчин и 648 женщин).